# Harpactea mithridatis
Harpactea mithridatis là một loài nhện trong họ Dysderidae.
Loài này thuộc chi Harpactea. Harpactea mithridatis được miêu tả năm 1979 bởi Brignoli.